# Лють (фільм, 2009)
«Лють» (англ. Rampage) — канадсько-німецький бойовик 2009 року, відомий також під назвою «Різанина».

## Сюжет
Білл Вільямсон — звичайний хлопець з тихого американського містечка. Але в «один прекрасний день» він «озброюється до зубів» і виходить на вулицю. Білл із завзятістю справжнього маніяка винищує жителів міста, вважаючи, що всі вони винні у світових політико-економічних катаклізмах, про які щодня говорять в новинах по телевізору.

## У ролях
- Брендан Флетчер — Білл Вільямсон
- Шон Сайпос — Еван Дрінс
- Майкл Паре — шериф Мелвой
- Метт Фрюєр — містер Вільямсон
- Лінда Бойд — місіс Вільямсон
- Роберт Кларк — батько Евана
- Малкольм Стюарт — менеджер банку
- Стеффен Меннекс — касир
- Кеті Грейс — співробітник банку
- Лорі Брунетті — Body Shop Boss
- Марк Брендон — репортер 1
- Джулі Пацвальд — персонал 1
- Кетрін Ізабель — персонал 2
- Колетт Перрі — персонал 3
- Міхаелла Манн — офіціантка
- Крісті Чаррон — Bingo Caller
- Брент Ходж — Bingo Server
- Пале Крістіан Томас — Gelato Server
- Едуардо Нода — пішохід